# Náměstí T. G. Masaryka (Česká Lípa)
Náměstí T. G. Masaryka v České Lípě je veřejné prostranství v historické části a městské památkové zóně okresního města Česká Lípa v Libereckém kraji.

## Historie
Náměstí T. G. Masaryka, v historických dobách jednoduše označované jako rynek či Marktplatz, je obrazem přestavby centra města v první polovině 19. století po posledním velkém požáru, který město zničil v roce 1820. Pouze ve vnitřních částech domů, zejména v jejich sklepeních, lze nalézt důkazy o podobě města v mnohem starších dobách.

## Významné objekty

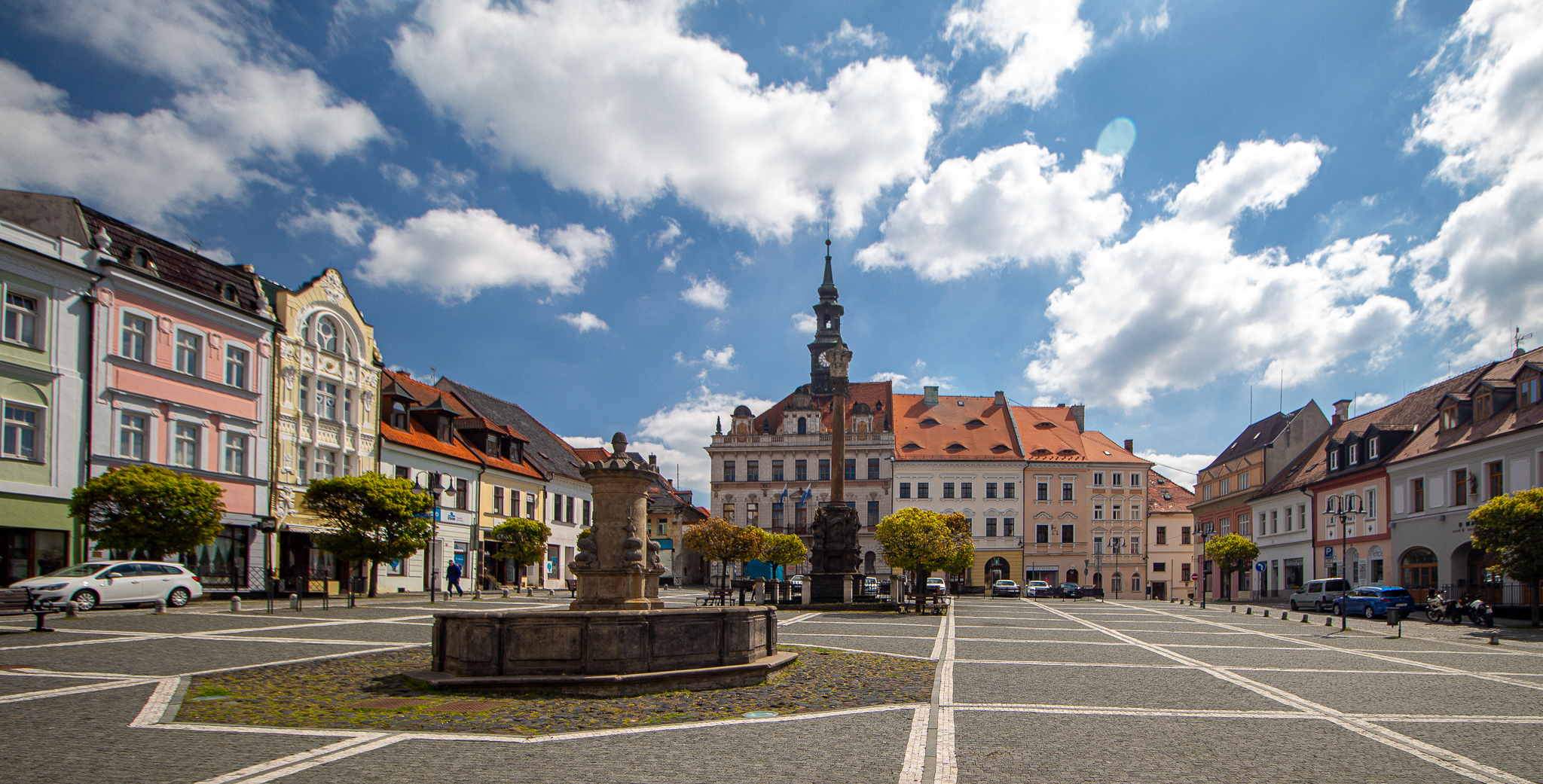
Náměstí s kašnou radnicí

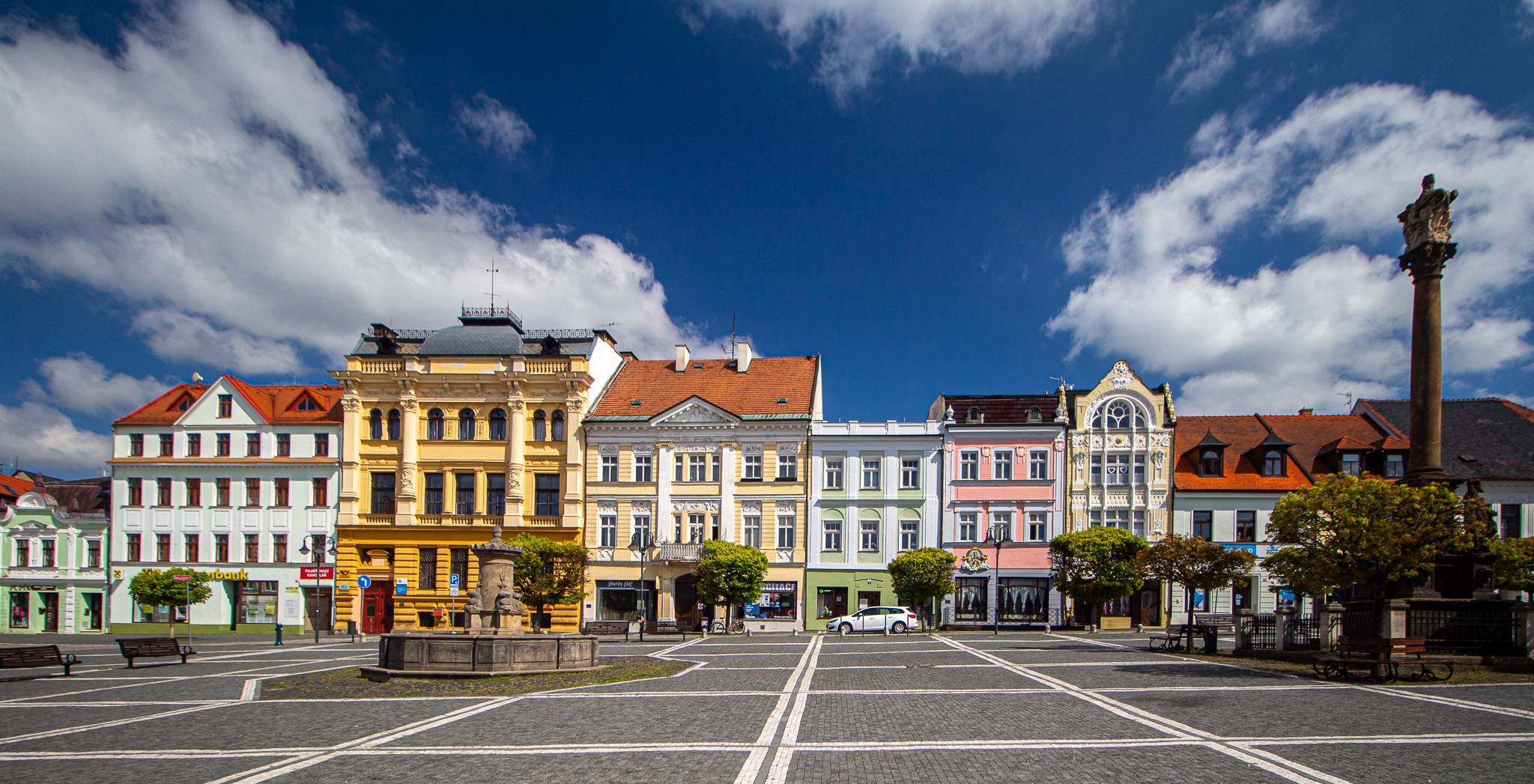
Náměstí s budovou pošty

Na náměstí se nachází mnoho domů mnohdy středověkého původu s gotickým sklepením, s dochovanými domovními znameními a bohatě zdobenými štíty.
Ve střední části náměstí se nachází historické objekty barokní morový sloup a empírová kašna s delfíny a městská radnice. Dále se zde nachází pobočka České pošty.